# Lucas Steele
Lucas Steele (...) è un attore e cantante statunitense.
È noto soprattutto come attore di musical a New York. Ha debuttato a Broadway nel 2006, quando ha recitato nell'ensemble del musical di Brech L'opera da tre soldi in scena allo Studio 54 con Alan Cumming e Cindy Lauper. Ha recitato anche nei musical dell'Off Broadway The Kid (2010), Myths and Hymns (2012) e Natasha, Pierre & The Great Comet of 1812 (2012). La sua fama è legata soprattutto a Natasha, un musical basato su alcuni capitoli di Guerra e pace in cui interpreta il principe Anatole Kuragin. Ha interpretato Kuragin nelle produzioni dell'Off Broadway del 2012 e del 2013, a Cambridge nel 2014 e a Broadway nel 2016. Per la sua performance ha vinto il Lucille Lortel Award nel 2014 ed è stato candidato al Tony Award al miglior attore non protagonista in un musical nel 2017.
E' omosessuale dichiarato.